# Lyon Model United Nations
Le Lyon Model United Nations (Lyon MUN) est une association loi de 1901 reconnue d'intérêt général par l’État français[Par qui ?]. Cette association organise depuis 2012 la seule conférence annuelle de simulation des travaux de l’Assemblée générale et d’autres organes des Nations unies à Lyon. Un MUN est un jeu de rôle de la diplomatie multilatérale qui initie les lycéens et étudiants universitaires à la citoyenneté mondiale.

## Histoire
En 2012, des étudiants des universités lyonnaises se fixent comme objectif d'organiser une simulation des Nations unies à Lyon. Le Lyon MUN est née pour faire participer un réseau d'étudiants lyonnais aux modèles des Nations unies européens et internationaux ainsi que pour mettre en place et animer un réseau interuniversitaire d'étudiants lyonnais autour des problématiques internationales.
À partir de 2015, le Lyon MUN se présente comme une conférence de proximité et accessible aux non-initiés de ces simulations : certains comités débutants seront donc simulés en français afin d'élargir son audience potentielle.
En 2017, la 5e édition du Lyon MUN remporte le prix de la « Best Medium MUN Conferences » décerné par la plateforme mymun.com avec une moyenne de 4.59/5. Cette année là, en plus d'avoir été le meilleur de sa catégorie, le LyonMUN obtient la deuxième meilleure note toutes catégories confondues. Depuis, la conférence organisée annuellement est considérée comme le meilleur MUN de France.
En 2018, la 6e édition du LyonMUN obtient la 6e place de sa catégorie.
La 8e édition du LyonMUN initialement prévue pour l'année 2020, marquée par la pandémie de Covid-19 en France, est annulée pour des raisons de sécurité sanitaire. Malgré l'annulation de l'édition, le Haut Commissariat des Nations unies pour les réfugiés lui décerne son prix de la meilleure communication dans le cadre du MUN Refugee Challenge 2020.

## La Conférence
Le Lyon MUN, à l'instar d'autres conférences en Europe et dans le monde, simule des comités de l'Organisation des Nations unies. Voulant élargir le spectre des débats au-delà du cadre onusien, le Lyon MUN simule également des organisations intergouvernementales et d'autres organismes régionaux e.g. l'Union africaine ou l'Organisation des États américains, et la ligue Arabe. Ainsi, le LYON MUN est la seule conférence qui offre des opportunités de débat en 4 langues : français, anglais, arabe, et espagnol.
À titre d'exemple, l'édition 2018 du LyonMUN simulait en français la Commission politique spéciale et de la décolonisation (en), l'Organisation des Nations unies pour l'éducation, la science et la culture, l'Union africaine, la Cour pénale internationale et un comité de crise historique ; en anglais, la Commission du désarmement et de la sécurité internationale (en), le Conseil économique et social des Nations unies, le Conseil européen, le Haut Commissariat des Nations unies pour les réfugiés, le Conseil de sécurité des Nations unies et un comité de crise ; en espagnol, la Communauté d'États latino-américains et caraïbes.
La conférence dure quatre jours et se tient lors de la dernière quinzaine de mai chaque année. Une cérémonie d'ouverture est tenu le premier jour de la conférence avec des diplomates et chercheurs invitées.De même, une cérémonie de clôture marque la fin de la conférence avec la distribution des prix aux délégués. Tout au long de la conférence, des experts sont conviés pour témoigner dans les comités respectifs et par la suite bénéficier d'un temps d'échange précieux avec les délégués. 
Certains comités sont propres au LYON MUN et en font même sont particularisme;  La conférence du Lyon MUN se distingue donc par des comités tel le comité de crise historique (parfois fictif) en français ayant simulé : l'année 1917 de la Première Guerre mondiale, la guerre de Cent Ans ou encore l'univers de Kaamelott. Des partenariats permettent au LYON MUN de présenter des comités tel le Wargame, un comité de simulation stratégique de bataille de guerre. 

## Identité visuelle

2012 - 2019
Variante « LyonMUN goes green » 2019
2020
2021 - 2022
Depuis 2022

## Les éditions du Lyon MUN
| Édition | Année | Dates                                                  | Lieux                                                                                      | Thème                                         | Secrétaire général      | Secrétaire général adjoint           | Intervenants invités |
| ------- | ----- | ------------------------------------------------------ | ------------------------------------------------------------------------------------------ | --------------------------------------------- | ----------------------- | ------------------------------------ | --- |
| 1re     | 2013  |                                                        |                                                                                            |                                               |                         |                                      | |
| 2e      | 2014  | 21 mai - 24 mai                                        | Université Jean-Moulin-Lyon-III                                                            |                                               | Maya Chehade            |                                      | |
| 3e      | 2015  | 22 mai - 24 mai,                                       | Université Jean-Moulin-Lyon-III                                                            |                                               | Nicolas Klingelschmitt  | Ines Chaaba                          | Général de corps d'armée Pierre Chavancy Jean-Marie Collin Jean-Baptiste Lejariel |
| 4e      | 2016  | 19 mai - 22 mai                                        | Université Lumière-Lyon-II Université Jean-Moulin-Lyon-III                                 |                                               | Mélanie Villar          |                                      | Finn Carlson Patrice Gillibert Michael Moran Caroline Petit |
| 5e      | 2017  | 18 mai - 21 mai                                        | Université Lumière-Lyon-II Université Jean-Moulin-Lyon-III Chapelle de la Trinité de Lyon, |                                               | Nicolas Klingelschmitt  | Mélanie Villar                       | Benoit Miribel Michael Moran Smriti Sonam |
| 6e      | 2018  | 17 mai - 20 mai                                        | Palais Bondy Université Jean-Moulin-Lyon-III Terrasses du Parc                             |                                               | Clémence Perno          | Jessica Ghazaouir Raphaël Garagnon   | Laurence Boisson de Chazournes Véronique Bruet Massimiliano Capezzali |
| 7e      | 2019  | 23 mai - 26 mai                                        | Hôtel de Région d'Auvergne-Rhône-Alpes Université Jean-Moulin-Lyon-III                     |                                               | Thomas Ducroz           | Laurine Miche                        | Ambassadeur de France Sylvie Bermann Manga Kuoh Pascal Turlan |
| 8e      | 2020  | Annulée en raison de la pandémie de Covid-19 en France | Annulée en raison de la pandémie de Covid-19 en France                                     |                                               | Laurine Miche           | Clément Guery                        | |
| 8e      | 2021  | 20 mai - 23 mai                                        | En ligne                                                                                   |                                               | Racha Cherrat           | Tobias Faber                         | Ambassadeur de France Jean-Maurice Ripert Francis Perrin (Institut de relations internationales et stratégiques) Nicolas Brass |
| 9e      | 2022  | 19 mai - 22 mai                                        | Université Lumière-Lyon-II Université Jean-Moulin-Lyon-III Université catholique de Lyon   |                                               | Salomé Perrin           | Dylan Breyne Lucie Villers d'Arbouet | Antoine Bondaz (Fondation pour la recherche stratégique (en)) Anne Julius (Secrétariat général de la Défense et de la Sécurité nationale) Yvan Lledo-Ferrer (Représentation français auprès de l'OTAN) Consul Christopher Crawford (États-Unis) Professeur Olivier Zajec (Institut d'études de stratégie et de défense) |
| 10e     | 2023  |                                                        |                                                                                            | "shaping a world resilient to climate change" | Salomé Perrin           | Lucie Manteau Alice Mathieu          | Mr. Richard JOHNS, Consul des Etats-Unis à Lyon |
| 11e     | 2024  | 22 mai - 25 mai                                        | Hotel de Ville deLyon Université Jean Moulin - Lyon III                                    | "finding inclusivity in our differences"      | Chanel Grouiller Cortay | Myriam Kodeih Clémentine Mazet       | |
| 12e     | 2025  |                                                        |                                                                                            |                                               | Clémentine Mazet        | Elena Di Giulio Sarah Elomari        | |